# الفرقة الساحلية الثانية
الفرقة الساحلية الثانية هي جماعة متمردة في الحرب الأهلية السورية تأسست عام 2015

## التأسيس والانتماءات
الفرقة الساحلية الثانية هي مكونة من تركمان سوريا  تأسست مطلع عام 2015 من اندماج عدة مجموعات مثل لواء يلدرام بايزيد ولواء السلطان عبد الحميد ولواء مراد 1 4.
المجموعة تابعة للجيش السوري الحر.
وفي 28 مايو 2018، اندمجت الفرقة الساحلية الثانية مع عشر مجموعات أخرى من الجيش السوري الحر لتشكيل الجبهة الوطنية للتحرير.

## الأيديولوجيا
المجموعة قومية تركية. وترتبط بحزب العمل القومي، وهو حزب سياسي تركي يميني متطرف، وبمنظمة الذئاب الرمادية.

## القوة
ويقود المجموعة بشار منلا والمقدم طارق سولاق، ومن بين القادة الآخرين أيضًا محمد بالديري بويوك وألب أرسلان تشيليك،
وفي عام 2015، زعم المتحدث باسم الجماعة أن القوة العاملة للجماعة تبلغ 2 000 مقاتل. ولكن قد يكون في هذا مبالغة. وفي الوقت نفسه، ادعى المتحدث باسم مجموعة أخرى، كتيبة جبل الإسلام، أن الفرقة الساحلية الثانية تضم 500 عنصر فقط. وتشير تقديرات أخرى إلى وجود حوالي 1 000 مقاتل في عامي 2015 و2016.

## أجراءات
تنشط المجموعة بشكل رئيسي في محافظة اللاذقية، شمال غرب سوريا، وكذلك في شمال غرب محافظة حماة.
في 24 نوفمبر 2015 في محافظة اللاذقية، تعرضت قاذفة روسية من طراز سوخوي سو-24لهجوم وتدمير من قبل مقاتلتين تركيتين من طراز إف-16. وبحسب ما ورد قُتل أحد الطيارين الذين تمكنوا من القفز، وهو أوليغ بيتشكوف، على يد ألب أرسلان تشيليك، وهو قائد تركي للفرقة الساحلية الثانية، وهو أيضًا عضو في حزب الوحدة الكبرى والذئاب الرمادية. وفي عام 2016، تم اعتقال ألب أرسلان جيليك في إزمير بتركيا. ومحاكمته، ونفى كونه مسؤولاً عن وفاة أوليغ بيتشكوف، وإسقطت التهم الموجهة إليه في النهاية لعدم كفاية الأدلة.

## التسليح
تستفيد الفرقة الساحلية الثانية من صواريخ بي جي إم-71 تاو المضادة للدبابات التي تزود بها الولايات المتحدة الجماعات المتمردة. استخدمته لأول مرة في يوليو 2016.